# Andrea Mitchell D'Arrigo
Andrea Mitchell D'Arrigo, né le 28 avril 1995 à Rome, est un nageur italien spécialiste de nage libre.

## Biographie
Andrea Mitchell D'Arrigo est spécialiste du 200 et 400 mètres libre.
En compétition officielle, il débute par les Championnats du monde juniors de 2011 à Lima au Pérou. Il est engagé dans ses deux spécialités du 200 et 400 mètres nage libre. D'Arrigo termine à la 5e place dans ces deux compétitions.
L'année suivante, il participe également aux Championnats d'Europe juniors 2012 à Anvers, il remporte un titre européen avec le relais italien du 4 × 200 mètres nage libre.
En novembre 2012, lors des Championnats d'Europe en petit bassin à Chartres, il termine troisième du 400 mètres nage libre derrière Yannick Agnel et son compatriote Gabriele Detti en améliorant son meilleur temps personnel avec 3 min 42 s 32.

## Palmarès

### Championnats du monde

#### En petit bassin
| Discipline           | Doha 2014            |
| 4 × 200 m nage libre | Argent 6 min 51 s 80 |

### Championnats d'Europe

#### En grand bassin
| Discipline           | Berlin 2014          | Londres 2016        |
| 400 m nage libre     | Argent 3 min 46 s 91 |                     |
| 4 × 200 m nage libre |                      | Bronze 7 min 8 s 30 |

#### En petit bassin
| Discipline       | Chartres 2012        | Herning 2013         |
| 400 m nage libre | Bronze 3 min 42 s 32 | Argent 3 min 40 s 54 |